# Julius Schreck
Julius Schreck (Múnich, 13 de julio de 1898 - Íbid., 16 de mayo de 1936) fue un alto funcionario nazi y confidente cercano de Adolf Hitler. Schreck sirvió en la Primera Guerra Mundial y poco después de finalizar el conflicto se unió a unidades Freikorps . En 1920 se unió al Partido Nazi y desarrolló una estrecha amistad con Hitler. Schreck fue miembro fundador de la Sturmabteilung (SA) y estuvo muy activo en su desarrollo inicial. Posteriormente, en 1925, se convirtió en el primer líder de las Schutzstaffel (SS). Pasó después a servir durante un tiempo como chofer de Hitler. Schreck desarrolló meningitis en 1936 y murió poco después. Hitler le dio un funeral de estado al que asistieron numerosos jerarcas y altos funcionarios nazis.

## Biografía
Julius Schreck nació el 13 de julio de 1898 en Múnich, una ciudad de fuerte arraigo católico. Sirvió en el Ejército Imperial durante la Primera Guerra Mundial. Después del final del conflicto en noviembre de 1918, se integró en el Freikorps Epp, una unidad paramilitar de extrema derecha formada para combatir la revolución espartaquista. Schreck fue también uno de los primeros miembros del Partido Nacionalsocialista Obrero Alemán (NSDAP), al cual se unió en 1920 como el miembro número 53. En esta época desarrolló una fuerte amistad con el líder del partido, Adolf Hitler.

### Carrera en las SA
Schreck fue uno de los fundadores del Sturmabteilung (SA), y estuvo involucrado en su expansión y desarrollo. Las SA constituían el ala paramilitar del partido, diseñadas para agredir y/o quebrantar a los oponentes políticos, y también proporcionar efectivos para las misiones de seguridad. Hitler, a comienzos de 1923, ordenó la formación de pequeños grupos de protección que se encargaran de su escolta y seguridad, preferiblemente a una masa incontrolada como las SA. Originalmente la unidad estuvo compuesta por ocho hombres que estaban al mando de Schreck y Joseph Berchtold. Se la denominó Stabswache. El Stabswache empleó insignias propias y únicas, aunque todavía se encontraba bajo el control general de las SA, cuya membresía continuó creciendo. Schreck resucitó el uso de la Totenkopf ("calavera") como insignia de la unidad, un símbolo que anteriormente varias fuerzas de élite ya habían empleado, incluidas las especializadas tropas de asalto del Ejército Imperial durante la Gran Guerra, las cuales habían empleado las tácticas de infiltración de Oskar von Hutier.
En mayo de 1923 la unidad fue renombrada como Stoßtrupp-Hitler. La unidad estaba a cargo únicamente de la protección personal de Hitler. El 9 de noviembre de 1923 la Stoßtrupp, junto con las SA y otras muchas unidades paramilitares, tomó parte en el Putsch de la cervecería en Múnich. El plan consistía en hacerse con el control de la ciudad mediante un golpe de Estado y posteriormente marchar sobre Berlín. Sin embargo, el intento de golpe fue rápidamente aplastado por las fuerzas locales de orden público, lo que resultó en la muerte de 16 militantes nazis y 4 policías leales al gobierno. Poco después de que el golpe fracasase, Hitler, Schreck, y otros líderes nazis fueron encarcelados en la Prisión de Landsberg. El Partido Nazi y todas sus organizaciones satélites fueron prohibidas por las autoridades.

### Carrera en las SS
Después de la puesta en libertad de Hitler, el 20 de diciembre de 1924, el Partido Nazi fue oficialmente refundado. En 1925, Hitler ordenó a Schreck la creación de una nueva unidad de escolta, el luego llamado Schutzkommando ("Comando de protección"). Hitler quería que esta unidad de guardaespaldas estuviera formada por exsoldados que, como Schreck, le fueran leales. La unidad incluía antiguos miembros de la Stoßtrupp como Emil Maurice y Erhard Heiden. El Schutzkommando hizo su primera aparición pública en abril de 1925. Ese mismo año el Schutzkommando fue expandido hasta alcanzar a toda la organización nacional del Partido Nazi. Posteriormente cambiaría su nombre a Sturmstaffel ("Escuadrón de Asalto"), y finalmente a Schutzstaffel ("Escuadrón de Protección"), el 9 de noviembre de 1925. Schreck se convirtió en el miembro de las SS número 5. Hitler le pidió que comandara la compañía de guardaespaldas y, como tal, se convirtió en el Reichsführer-SS, aunque Schreck nunca se refirió a sí mismo por ese rango.
En 1926, Schreck se retiró como Reichführer-SS y Berchtold se hizo cargo del liderazgo. No obstante, mantuvo su rol en la organización de la Schutzstaffel como SS-Führer y desempeñó el puesto de chofer privado de Hitler, en sustitución de Maurice, hasta 1934. En 1930, después de que las SS hubieran empezado a expandirse bajo el liderazgo de Heinrich Himmler, Schreck fue nombrado SS-Standartenführer, pero en la práctica tuvo muy poco poder dentro de las SS. Siguió estando al lado de Hitler y mantuvo con él una buena relación.

### Fallecimiento
En 1936, Schreck desarrolló una meningitis y acabó falleciendo el 16 de mayo en Múnich. Para Hitler era una persona a la que apreciaba profundamente, por lo que su muerte le supuso un duro golpe. Le fue concedido póstumamente el rango de  SS-Oberführer, un escalafón situado entre coronel y general. A Schreck se le concedió un funeral de estado y nacionalsocialista, al que asistió el propio Hitler para darle su elogio y otros numerosos altos funcionarios nazis, entre los que destacaron Hermann Göring, Joseph Goebbels, Rudolf Hess, Joachim von Ribbentrop, Konstantin von Neurath, Emil Maurice, Hans Baur, Heinrich Hoffmann y Baldur von Schirach.